# Лилия Мустакова
Лилия Мустакова е българска журналистка от Нова телевизия, водеща на „Новините на NOVA“. Преди това работи в БНТ и „България Он Еър“.

## Биография
Родена е на 14 май 1993 г. Неин баща е алергологът д-р Тихомир Мустаков. Нейният прадядо е бил сред първите фотографи в България, а нейният дядо по бащина линия д-р Богдан Мустаков е основател на първия кабинет по алергология в България. Тя е родственица на основоположника на книгопечатането в България – Никола Карастоянов.
Завършва журналистика и медиен мениджмънт в университета „Уестминстър“ в Лондон (Англия) и през 2016 г. се връща в България. Още когато заминава да учи в Англия, тя възнамерява да остане и да гради професионалната си дейност там. Променя решението си покрай излизането на Великобритания от Европейския съюз, когато в страната започват да се появяват настроения срещу емигрантите и по-специално към хора, дошли от България и Румъния.
Постъпва на работа в списание Grazia, като е кореспондент от Лондон. След завръщането си в България започва работа като международен редактор в „По света и у нас“ по БНТ. През април 2018 г. става водеща на новините по телевизия „България Он Еър“, където продължава да се развива и като международен редактор. Отразява редица световни събития, сред които действията на терористичната групировка „Ислямска държава“, политическата ситуация в САЩ и Брекзит. През март 2020 г. става част от екипа на „Новините на NOVA“ по Нова телевизия.